# Olympische Sommerspiele 1908/Leichtathletik – Kugelstoßen (Männer)
Das Kugelstoßen der Männer bei den Olympischen Spielen 1908 in London wurde am 16. Juli 1908 im White City Stadium entschieden. Am Vormittag des gleichen Tages fand eine Qualifikation statt, aus der sich drei Athleten für den Wettkampf qualifizierten.
Olympiasieger wurde Ralph Rose aus den Vereinigten Staaten, der für Großbritannien startende Ire Denis Horgan gewann die Silber- und der US-Amerikaner John Garrels die Bronzemedaille.

## Rekorde
Die Leichtathletik-Weltrekorde waren damals noch inoffiziell.
| Weltrekord         | 15,12 m | Ralph Rose | USA | Montreal (Kanada), 21. September 1907      |
| Olympischer Rekord | 14,81 m | Ralph Rose | USA | Finale OS St. Louis (USA), 31. August 1904 |

Es kam zu keinen Rekordverbesserungen oder -einstellungen in dieser Disziplin bei den Olympischen Spielen 1908.

## Ergebnisse

### Qualifikation
Die Qualifikation wurde in vier zeitlich gestaffelten Gruppen ausgetragen. Die Ergebnisse dieser Gruppen wurden zusammengefasst. Nur die drei Teilnehmer, die in der Qualifikation die besten Weiten erzielt hatten (hellgrün unterlegt), konnten den Finalwettkampf bestreiten. Die im Vorkampf erzielten Resultate gingen allerdings in die Gesamtwertung mit ein. Sowohl in der Qualifikation als auch im Finale hatten die Teilnehmer je drei Versuche.

#### Gruppe A

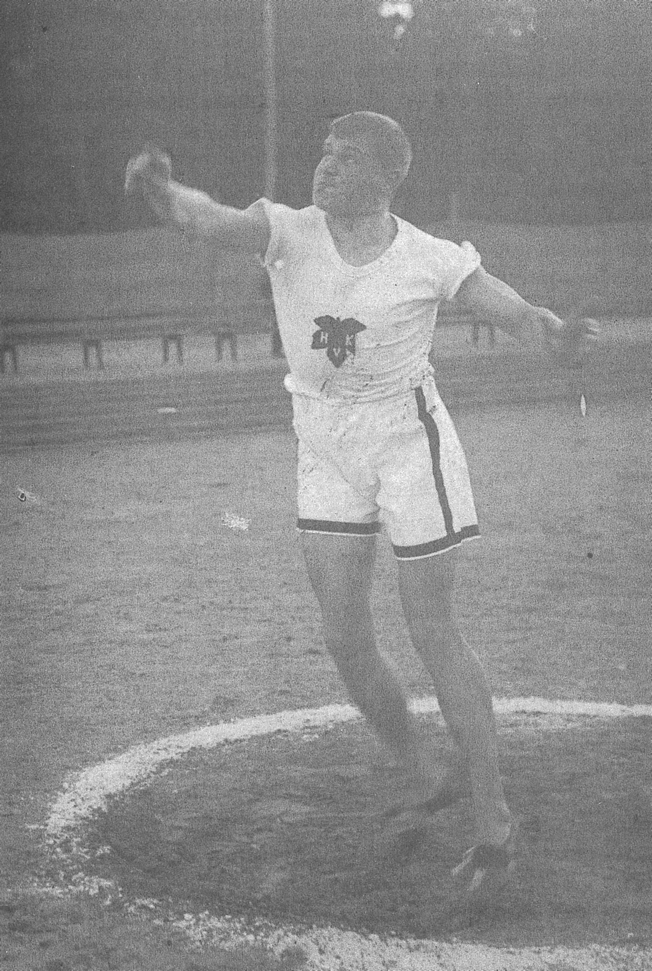
Juho Halmes Weite des Finnen reichte nicht für den Finaleinzug
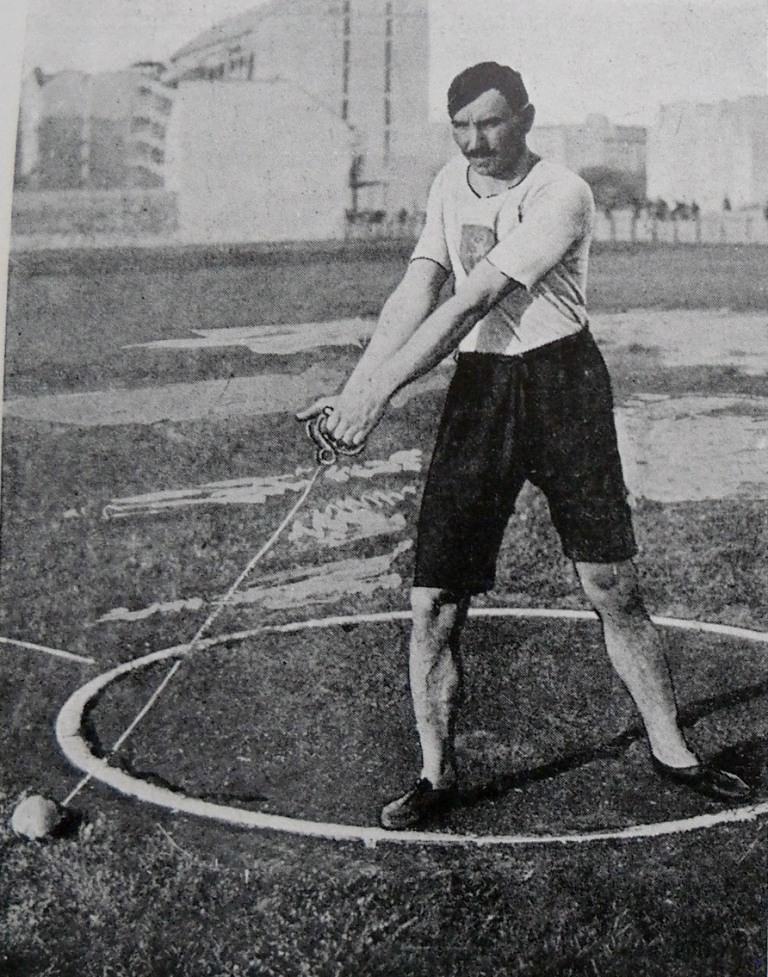
István Mudin schied in der Qualifikation aus

| Athlet          | Land           | Weite (m) |
| --------------- | -------------- | --------- |
| Wesley Coe      | USA            | 13,07     |
| Jalmari Sauli   | Finnland       | 12,58     |
| Lee Talbott     | USA            | 11,63     |
| Juho Halme      | Finnland       | k. A.     |
| Charles Lagarde | Frankreich     | k. A.     |
| Henry Leeke     | Großbritannien | k. A.     |
| John Barrett    | Großbritannien | k. A.     |
| István Mudin    | Ungarn         | k. A.     |

In der unten genannten Literatur von zur Megede ist Lee Talbott abweichend von
dem oben genannten Resultat mit einer Weite von 12,93 m aufgelistet.

#### Gruppe B
| Athlet           | Land           | Weite (m) |
| ---------------- | -------------- | --------- |
| John Garrels     | USA            | 13,18     |
| Bill Horr        | USA            | 12,83     |
| Wilbur Burroughs | USA            | k. A.     |
| Martin Sheridan  | USA            | k. A.     |
| Tom Nicolson     | Großbritannien | k. A.     |
| Michalis Dorizas | Griechenland   | k. A.     |
| Verner Järvinen  | Finnland       | k. A.     |
| Hugo Wieslander  | Schweden       | k. A.     |

Eine geringfügige Abweichung findet sich bei zur Megede für Marquis Bill Horr. Er ist dort mit einer Weite von 12,82 m gelistet.
In der Qualifikationsgruppe C ausgeschiedene Kugelstoßer:

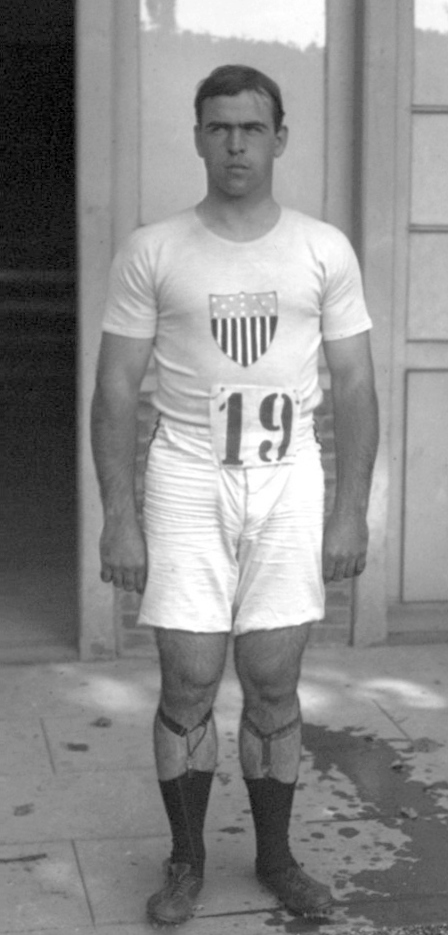
Wilbur Burroughs – Weite nicht angegeben
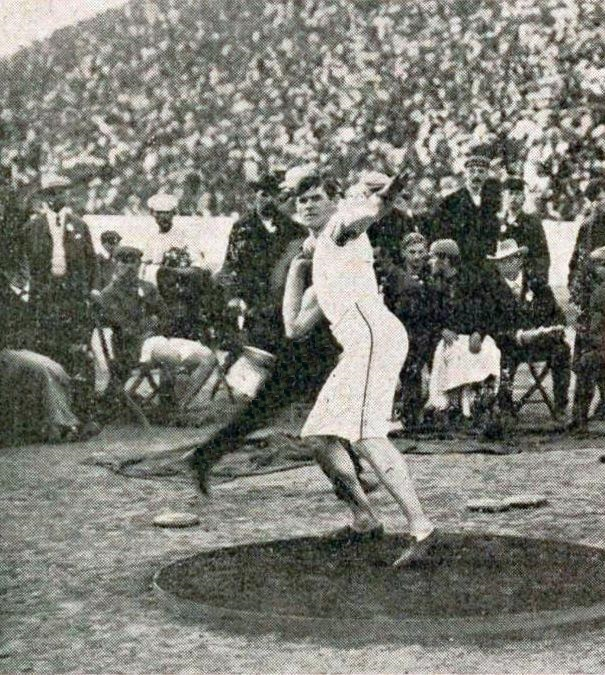
Der Doppelolympiasieger im Diskuswurf Martin Sheridan – hier im Jahr 1906 – ausgeschieden mit unbekannter Weite
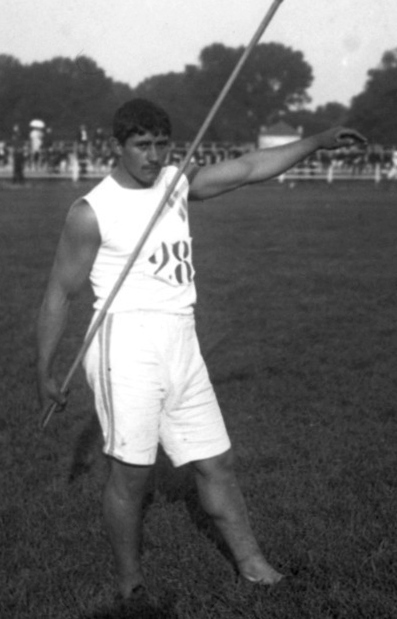
Michalis Dorizas – ausgeschieden mit nicht zu ermittelnder Weite
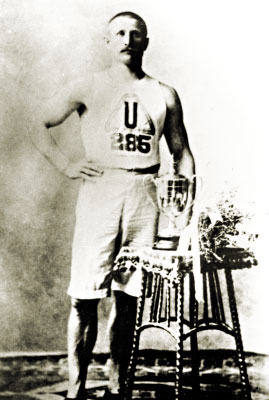
Verner Järvinen – Weite unbekannt
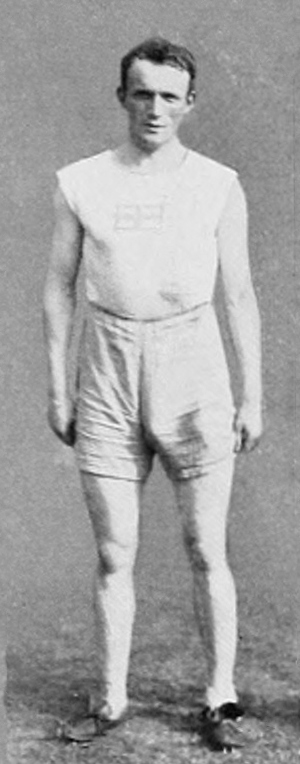
Der Olympiasieger im Zehnkampf von 1912 Hugo Wieslander kam nicht über die Qualifikation hinaus

#### Gruppe C
| Athlet          | Land           | Weite (m) |
| --------------- | -------------- | --------- |
| Denis Horgan    | USA            | 13,33     |
| Edward Barrett  | Großbritannien | 12,89     |
| Elmer Niklander | Finnland       | k. A.     |
| Bruno Ziliacus  | Finnland       | k. A.     |

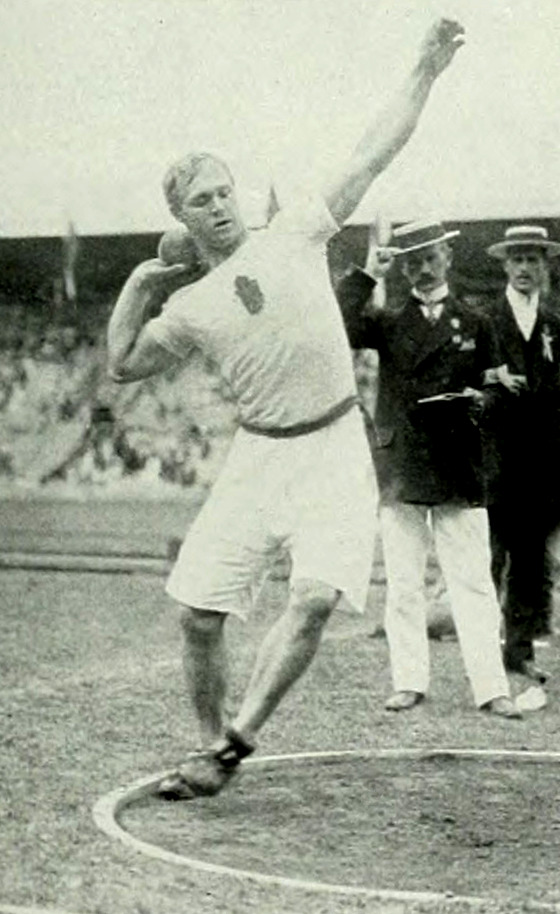
Der Olympiazweite im beidarmigen Diskuswurf von 1912 Elmer Niklander kam nicht ins Finale

Auch hier gibt es bei zur Megede eine Abweichung im Zentimeterbereich. Für Edward Barrett gibt der Autor 12,88 m als Weite an.

#### Gruppe D
| Athlet              | Land         | Weite (m) |
| ------------------- | ------------ | --------- |
| Ralph Rose          | USA          | 14,08     |
| André Tison         | Frankreich   | k. A.     |
| Mór Kóczán          | Ungarn       | k. A.     |
| Nikolaos Georgandas | Griechenland | k. A.     |
| Arne Halse          | Norwegen     | k. A.     |

### Finale und Endergebnis der besten Acht
| Platz | Name           | Land | Weite (m) |
| ----- | -------------- | ---- | --------- |
| 1     | Ralph Rose     | USA  | 14,21     |
| 2     | Denis Horgan   | GBR  | 13,62     |
| 3     | John Garrels   | USA  | 13,18     |
| 4     | Wesley Coe     | USA  | 13,07     |
| 5     | Edward Barrett | GBR  | 12,89     |
| 6     | Bill Horr      | USA  | 12,83     |
| 7     | Jalmari Sauli  | FIN  | 12,58     |
| 8     | Lee Talbott    | USA  | 11,63     |

| Platz | Name           | Land | Weite (m) |
| ----- | -------------- | ---- | --------- |
| 1     | Ralph Rose     | USA  | 14,21     |
| 2     | Denis Horgan   | GBR  | 13,62     |
| 3     | John Garrels   | USA  | 13,18     |
| 4     | Wesley Coe     | USA  | 13,07     |
| 5     | Lee Talbott    | USA  | 12,93     |
| 6     | Edward Barrett | GBR  | 12,88     |
| 7     | Bill Horr      | USA  | 12,82     |
| 8     | Jalmari Sauli  | FIN  | 12,58     |

Der Weltrekordhalter und Olympiasieger von 1904, Ralph Rose, galt als haushoher Favorit und erfüllte die Erwartungen. Der Ire Denis Horgan, dem 1900 und 1904 als damaliger Weltrekordler die Teilnahme an den olympischen Wettbewerben verwehrt geblieben war, konnte sich hier endlich der Konkurrenz stellen. Als 39-jähriger war er nun zwar über seinen Leistungszenit hinaus, konnte aber immerhin eine Silbermedaille mitnehmen. Er startete für Großbritannien. Bronze gewann der US-Amerikaner John Garrels vor seinem Landsmann Wesley Coe, dem Olympiazweiten von 1904. Zahlreiche im Kugelstoßen oder anderen Disziplinen erfolgreiche Athleten erreichten keine Platzierung unter den ersten Acht. Darunter befanden sich unter anderem der Doppelolympiasieger im Diskuswurf von 1904 und 1908, Martin Sheridan, der schwedische Olympiasieger im Zehnkampf von 1912, Hugo Wieslander, der finnische Olympiazweite im beidarmigen Diskuswurf von 1912, Elmer Niklander, und weitere Sportler.
Da es in der Literatur von zur Megede von Rang fünf an abwärts Abweichungen gibt, sind die Resultate in den beiden Tabellen oben gegenübergestellt.

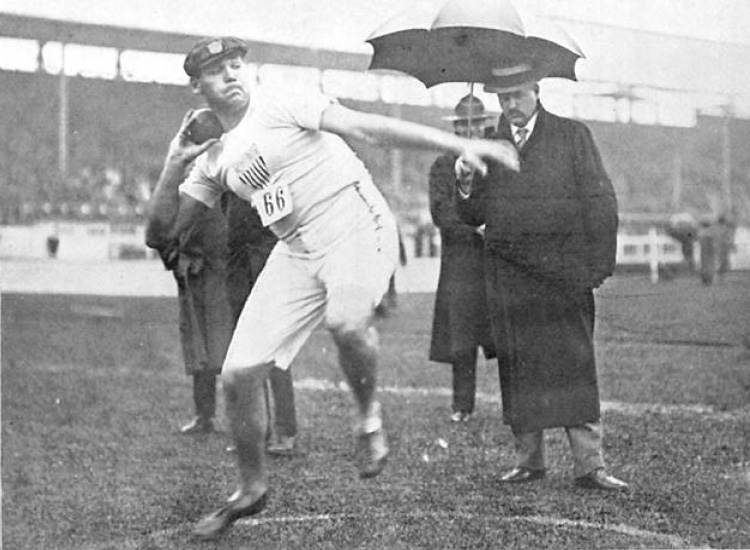
Olympiasieger Ralph Rose. der im Kugelstoßen über Jahre hinweg eine dominante Rolle spielte
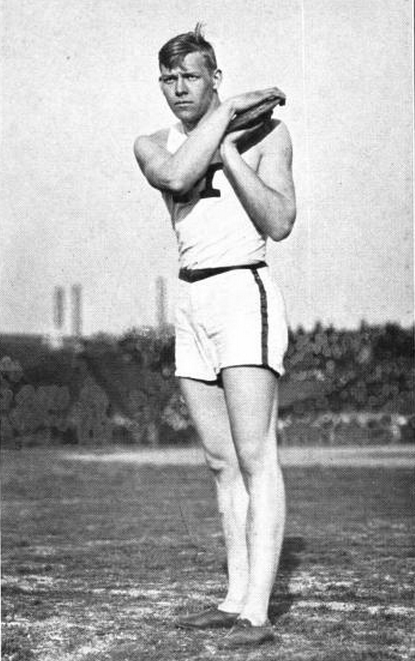
Der Olympiadritte John Garrels, hier beim Diskuswurf
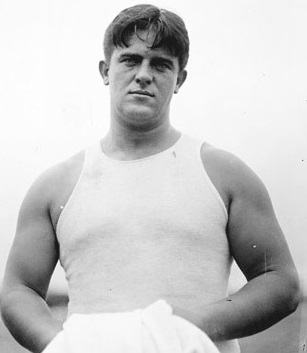
Wesley Coe, Silbermedaillengewinner von 1904 belegte Rang vier

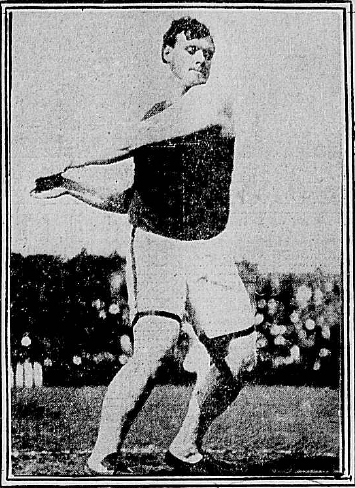
Der Olympiasechste Marquis Bill Horr, hier beim Diskuswurf
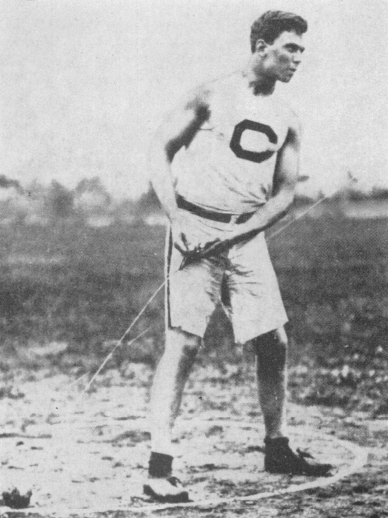
Lee Talbot wurde Achter, auch Olympiafünfter im Hammerwurf